# The World and Its Woman
The World and Its Woman is een Amerikaanse dramafilm uit 1919 onder regie van Frank Lloyd. Destijds werd de film in Nederland uitgebracht onder de titel Uit woelige dagen.

## Verhaal
Een Russische boerenmeid breekt door als operadiva. Ze wordt de geliefde van een Russische prins. Als de monarchie wordt omvergeworpen tijdens de Revolutie, moet het stel de winterse steppen doorkruisen om naar Amerika te vluchten.

## Rolverdeling
| Acteur               | Personage                     |
| -------------------- | ----------------------------- |
| Geraldine Farrar     | Marcia Warren                 |
| Lou Tellegen         | Prins Michael Orbeliana       |
| Mae Giraci           | Jonge Marcia Warren           |
| Francis Marion       | Jonge prins Michael Orbeliana |
| Alec B. Francis      | Prins Michael Orbeliana sr.   |
| Edward Connelly      | Robert Warren                 |
| Naomi Childers       | Barones Olga Amilahvari       |
| Lawson Butt          | Peter Poroschine              |
| Arthur Edmund Carewe | Graaf Alix Voronassof         |
| Rose Hurst           | Erina Rodina                  |
| Lydia Yeamans Titus  | Mamie Connors                 |